# Eiskunstlauf-Europameisterschaften 2017
Die 109. Eiskunstlauf-Europameisterschaften fanden vom 25. bis 29. Januar 2017 in der tschechischen Stadt Ostrava statt. Der Austragungsort war die Ostravar Aréna.

## Bilanz

### Medaillenspiegel
| Platz | Land        | Gold | Silber | Bronze | Gesamt |
| ----- | ----------- | ---- | ------ | ------ | ------ |
| 1     | Russland    | 2    | 2      | 2      | 6      |
| 2     | Frankreich  | 1    | –      | 1      | 2      |
| 3     | Spanien     | 1    | –      | –      | 1      |
| 4     | Italien     | –    | 1      | 1      | 2      |
| 5     | Deutschland | –    | 1      | –      | 1      |

### Medaillengewinner
| Konkurrenz | Gold                                    | Silber                          | Bronze                               |
| ---------- | --------------------------------------- | ------------------------------- | ------------------------------------ |
| Herren     | Javier Fernández                        | Maxim Kowtun                    | Michail Koljada                      |
| Damen      | Jewgenija Medwedewa                     | Anna Pogorilaja                 | Carolina Kostner                     |
| Paare      | Jewgenija Tarassowa / Wladimir Morosow  | Aljona Savchenko / Bruno Massot | Vanessa James / Morgan Ciprès        |
| Eistanz    | Gabriella Papadakis / Guillaume Cizeron | Anna Cappellini / Luca Lanotte  | Jekaterina Bobrowa / Dmitri Solowjow |

## Qualifikationskriterien
| Minimale Punktzahl der technischen Elemente | Minimale Punktzahl der technischen Elemente | Minimale Punktzahl der technischen Elemente |
| Disziplin                                   | Kurzprogramm / Kurztanz                     | Kür / Kürtanz                               |
| ------------------------------------------- | ------------------------------------------- | ------------------------------------------- |
| Herren                                      | 25                                          | 45                                          |
| Damen                                       | 20                                          | 36                                          |
| Paare                                       | 20                                          | 36                                          |
| Eistanz                                     | 19                                          | 29                                          |

Die Ergebnisse müssen bei einem von der ISU anerkannten internationalen Wettbewerb in der laufenden oder der vorherigen Saison erreicht worden sein. Die erforderlichen Punktzahlen für Kurzprogramm und Kür können bei unterschiedlichen Wettbewerben erreicht werden.

## Ergebnisse
- Pkt. = Punkte
- KP = Kurzprogramm
- KT = Kurztanz
- K = Kür

### Herren
Der Spanier Javier Fernández gewann zum fünften Mal in Folge den Europameistertitel.
| Platz                          | Sportler              | Land                   | Pkt.   | KP | KP     | K  | K      |
| ------------------------------ | --------------------- | ---------------------- | ------ | -- | ------ | -- | ------ |
| 1                              | Javier Fernández      | Spanien                | 294,84 | 1  | 104,25 | 1  | 190,59 |
| 2                              | Maxim Kowtun          | Russland               | 266,80 | 2  | 094,53 | 2  | 172,27 |
| 3                              | Michail Koljada       | Russland               | 250,18 | 4  | 083,96 | 3  | 166,22 |
| 4                              | Jorik Hendrickx       | Belgien                | 242,56 | 5  | 082,50 | 5  | 160,06 |
| 5                              | Oleksij Bytschenko    | Israel                 | 239,24 | 3  | 086,68 | 9  | 152,56 |
| 6                              | Moris Qwitelaschwili  | Georgien               | 238,20 | 10 | 076,85 | 4  | 161,35 |
| 7                              | Deniss Vasiļjevs      | Lettland               | 235,20 | 6  | 079,87 | 6  | 155,33 |
| 8                              | Alexander Samarin     | Russland               | 230,87 | 9  | 077,26 | 7  | 153,61 |
| 9                              | Chafik Besseghier     | Frankreich             | 227,59 | 11 | 076,19 | 10 | 151,40 |
| 10                             | Paul Fentz            | Deutschland            | 225,85 | 12 | 072,68 | 8  | 153,17 |
| 11                             | Alexander Majorov     | Schweden               | 217,98 | 7  | 078,87 | 12 | 139,11 |
| 12                             | Michal Březina        | Tschechien             | 215,52 | 8  | 078,61 | 13 | 136,91 |
| 13                             | Ivan Righini          | Italien                | 210,15 | 14 | 069,96 | 11 | 140,19 |
| 14                             | Iwan Pawlow           | Ukraine                | 202,87 | 15 | 068,94 | 14 | 133,93 |
| 15                             | Kévin Aymoz           | Frankreich             | 199,47 | 13 | 071,26 | 18 | 128,21 |
| 16                             | Graham Newberry       | Vereinigtes Königreich | 198,06 | 16 | 067,79 | 16 | 130,27 |
| 17                             | Stéphane Walker       | Schweiz                | 196,74 | 19 | 062,86 | 15 | 133,88 |
| 18                             | Javier Raya           | Spanien                | 195,54 | 17 | 066,67 | 17 | 128,87 |
| 19                             | Maurizio Zandron      | Italien                | 186,40 | 18 | 063,79 | 19 | 122,61 |
| 20                             | Jiří Bělohradský      | Tschechien             | 181,62 | 20 | 060,99 | 21 | 120,63 |
| 21                             | Slawik Hajrapetjan    | Armenien               | 180,78 | 21 | 060,69 | 22 | 120,09 |
| 22                             | Daniel Albert Naurits | Estland                | 176,10 | 24 | 055,14 | 20 | 120,96 |
| 23                             | Valtter Virtanen      | Finnland               | 164,09 | 22 | 056,52 | 24 | 107,57 |
| 24                             | Sondre Oddvoll Bøe    | Norwegen               | 162,85 | 23 | 055,24 | 23 | 107,61 |
| Nicht für die Kür qualifiziert |                       |                        |        |    |        |    |        |
| 25                             | Igor Reznichenko      | Polen                  | 054,81 | 25 | 054,81 | —  | —      |
| 26                             | Nicholas Vrdoljak     | Kroatien               | 053,45 | 26 | 053,45 | —  | —      |
| 27                             | Alexander Borovoj     | Ungarn                 | 053,02 | 27 | 053,02 | —  | —      |
| 28                             | Thomas Kennes         | Niederlande            | 052,95 | 28 | 052,95 | —  | —      |
| 29                             | Anton Karpuk          | Belarus                | 052,26 | 29 | 052,26 | —  | —      |
| 30                             | Mark Gorodnitsky      | Israel                 | 051,72 | 30 | 051,72 | —  | —      |
| 31                             | Larry Loupolover      | Aserbaidschan          | 051,30 | 31 | 051,30 | —  | —      |
| 32                             | Engin Ali Artan       | Türkei                 | 050,38 | 32 | 050,38 | —  | —      |
| 33                             | Daniel Samohin        | Israel                 | 050,33 | 33 | 050,33 | —  | —      |
| 34                             | Michael Neuman        | Slowakei               | 047,67 | 34 | 047,67 | —  | —      |
| 35                             | Niki Obrejkow         | Bulgarien              | 044,83 | 35 | 044,83 | —  | —      |
| 36                             | Mario-Rafael Ionian   | Österreich             | 042,62 | 36 | 042,62 | —  | —      |

### Damen
Die Russin Jewgenija Medwedewa verteidigte ihren Titel aus dem Vorjahr.
| Platz                          | Sportlerin                | Land                   | Pkt.   | KP | KP    | K  | K      |
| ------------------------------ | ------------------------- | ---------------------- | ------ | -- | ----- | -- | ------ |
| 1                              | Jewgenija Medwedewa       | Russland               | 229,71 | 1  | 78,92 | 1  | 150,79 |
| 2                              | Anna Pogorilaja           | Russland               | 211,39 | 2  | 74,39 | 3  | 137,00 |
| 3                              | Carolina Kostner          | Italien                | 210,52 | 3  | 72,40 | 2  | 138,12 |
| 4                              | Marija Sotskowa           | Russland               | 192,52 | 4  | 72,17 | 5  | 120,35 |
| 5                              | Laurine Lecavelier        | Frankreich             | 188,10 | 5  | 63,81 | 4  | 124,29 |
| 6                              | Nicole Rajičová           | Slowakei               | 179,70 | 7  | 60,98 | 6  | 118,72 |
| 7                              | Loena Hendrickx           | Belgien                | 172,71 | 11 | 55,41 | 7  | 117,30 |
| 8                              | Ivett Tóth                | Ungarn                 | 172,65 | 6  | 61,49 | 8  | 111,16 |
| 9                              | Roberta Rodeghiero        | Italien                | 161,00 | 8  | 57,77 | 12 | 103,23 |
| 10                             | Nicole Schott             | Deutschland            | 160,63 | 9  | 56,88 | 10 | 103,75 |
| 11                             | Emmi Peltonen             | Finnland               | 160,57 | 14 | 53,52 | 9  | 107,05 |
| 12                             | Anastassia Galustjan      | Armenien               | 155,14 | 10 | 56,40 | 14 | 098,74 |
| 13                             | Matilda Algotsson         | Schweden               | 154,63 | 18 | 51,35 | 11 | 103,28 |
| 14                             | Joshi Helgesson           | Schweden               | 152,86 | 13 | 53,93 | 13 | 098,93 |
| 15                             | Helery Hälvin             | Estland                | 146,68 | 16 | 51,72 | 15 | 094,96 |
| 16                             | Maé-Bérénice Méité        | Frankreich             | 145,07 | 12 | 54,96 | 19 | 090,11 |
| 17                             | Nathalie Weinzierl        | Deutschland            | 143,40 | 22 | 48,70 | 17 | 094,70 |
| 18                             | Natasha McKay             | Vereinigtes Königreich | 140,85 | 24 | 45,97 | 16 | 094,88 |
| 19                             | Angelīna Kučvaļska        | Lettland               | 139,63 | 20 | 49,05 | 18 | 090,58 |
| 20                             | Michaela Lucie Hanzlíková | Tschechien             | 138,23 | 15 | 52,39 | 21 | 085,84 |
| 21                             | Anna Chnytschenkowa       | Ukraine                | 136,57 | 21 | 48,93 | 20 | 087,64 |
| 22                             | Kerstin Frank             | Österreich             | 132,08 | 17 | 51,47 | 24 | 080,61 |
| 23                             | Viveca Lindfors           | Finnland               | 130,10 | 19 | 49,48 | 22 | 080,62 |
| 24                             | Anne Line Gjersem         | Norwegen               | 128,68 | 23 | 48,06 | 23 | 080,62 |
| Nicht für die Kür qualifiziert |                           |                        |        |    |       |    |        |
| 25                             | Julia Sauter              | Rumänien               | 045,59 | 25 | 45,59 | —  | —      |
| 26                             | Daša Grm                  | Slowenien              | 043,48 | 26 | 43,48 | —  | —      |
| 27                             | Yasmine Kimiko Yamada     | Schweiz                | 042,33 | 27 | 42,33 | —  | —      |
| 28                             | Elžbieta Kropa            | Litauen                | 041,52 | 28 | 41,52 | —  | —      |
| 29                             | Antonina Dubinina         | Serbien                | 041,05 | 29 | 41,05 | —  | —      |
| 30                             | Colette Coco Kaminski     | Polen                  | 039,83 | 30 | 39,83 | —  | —      |
| 31                             | Aimee Buchanan            | Israel                 | 038,49 | 31 | 38,49 | —  | —      |
| 32                             | Birce Atabey              | Türkei                 | 035,59 | 32 | 35,59 | —  | —      |
| 33                             | Valentina Matos           | Spanien                | 034,79 | 33 | 34,79 | —  | —      |
| 34                             | Christina Wassilewa       | Bulgarien              | 024,55 | 34 | 24,55 | —  | —      |

### Paare
| Platz                          | Sportler                                  | Land                   | Pkt.   | KP | KP    | K  | K      |
| ------------------------------ | ----------------------------------------- | ---------------------- | ------ | -- | ----- | -- | ------ |
| 1                              | Jewgenija Tarassowa / Wladimir Morosow    | Russland               | 227,58 | 1  | 80,82 | 2  | 146,76 |
| 2                              | Aljona Savchenko / Bruno Massot           | Deutschland            | 222,35 | 3  | 73,76 | 1  | 148,59 |
| 3                              | Vanessa James / Morgan Ciprès             | Frankreich             | 220,02 | 2  | 74,18 | 3  | 145,84 |
| 4                              | Xenija Stolbowa / Fjodor Klimow           | Russland               | 216,51 | 4  | 73,70 | 4  | 142,81 |
| 5                              | Natalja Sabijako / Alexander Enbert       | Russland               | 200,75 | 5  | 72,38 | 5  | 128,37 |
| 6                              | Valentina Marchei / Ondřej Hotárek        | Italien                | 191,93 | 6  | 66,53 | 6  | 125,40 |
| 7                              | Anna Dušková / Martin Bidař               | Tschechien             | 189,09 | 7  | 65,90 | 7  | 123,19 |
| 8                              | Nicole Della Monica / Matteo Guarise      | Italien                | 180,99 | 8  | 63,97 | 8  | 117,02 |
| 9                              | Miriam Ziegler / Severin Kiefer           | Österreich             | 165,63 | 9  | 57,14 | 9  | 108,49 |
| 10                             | Tatiana Danilova / Mikalai Kamianchuk     | Belarus                | 151,55 | 10 | 53,27 | 10 | 098,28 |
| 11                             | Rebecca Ghilardi / Filippo Ambrosini      | Italien                | 148,48 | 14 | 50,71 | 11 | 097,77 |
| 12                             | Minerva Fabienne Hase / Nolan Seegert     | Deutschland            | 147,40 | 13 | 51,27 | 12 | 096,13 |
| 13                             | Lola Esbrat / Andrei Novoselov            | Frankreich             | 145,72 | 11 | 52,51 | 13 | 093,21 |
| 14                             | Zoe Jones / Christopher Boyadji           | Vereinigtes Königreich | 143,42 | 12 | 52,32 | 14 | 091,10 |
| 15                             | Lana Petranović / Antonio Souza-Kordeiru  | Kroatien               | 140,09 | 15 | 49,25 | 15 | 090,84 |
| 16                             | Arina Cherniavskaia / Evgeni Krasnopolski | Israel                 | 133,32 | 16 | 47,92 | 16 | 085,40 |
| Nicht für die Kür qualifiziert |                                           |                        |        |    |       |    |        |
| 17                             | Ioulia Chtchetinina / Noah Scherer        | Schweiz                | 047,52 | 17 | 47,52 | —  | —      |
| 18                             | Goda Butkutė / Nikita Ermolaev            | Litauen                | 044,79 | 18 | 44,79 | —  | —      |

### Eistanz
| Platz                              | Sportler                                     | Land                   | Pkt.   | KT | KT    | K  | K      |
| ---------------------------------- | -------------------------------------------- | ---------------------- | ------ | -- | ----- | -- | ------ |
| 1                                  | Gabriella Papadakis / Guillaume Cizeron      | Frankreich             | 189,67 | 3  | 75,48 | 1  | 114,19 |
| 2                                  | Anna Cappellini / Luca Lanotte               | Italien                | 186,64 | 2  | 75,65 | 2  | 110,99 |
| 3                                  | Jekaterina Bobrowa / Dmitri Solowjow         | Russland               | 186,56 | 1  | 76,18 | 3  | 110,38 |
| 4                                  | Isabella Tobias / Ilja Tkatschenko           | Israel                 | 169,29 | 5  | 69,35 | 4  | 099,94 |
| 5                                  | Alexandra Stepanowa / Iwan Bukin             | Russland               | 166,93 | 6  | 68,17 | 5  | 098,76 |
| 6                                  | Charlène Guignard / Marco Fabbri             | Italien                | 163,68 | 4  | 70,46 | 7  | 093,22 |
| 7                                  | Laurence Fournier Beaudry / Nikolaj Sørensen | Dänemark               | 160,68 | 7  | 66,02 | 6  | 094,66 |
| 8                                  | Natalia Kaliszek / Maksym Spodyriev          | Polen                  | 156,02 | 10 | 63,35 | 8  | 092,67 |
| 9                                  | Oleksandra Nasarowa / Maksym Nikitin         | Ukraine                | 154,65 | 9  | 63,36 | 10 | 091,29 |
| 10                                 | Wiktorija Sinizina / Nikita Kazalapow        | Russland               | 154,51 | 8  | 64,67 | 12 | 089,84 |
| 11                                 | Alisa Agafonova / Alper Uçar                 | Türkei                 | 153,68 | 11 | 62,33 | 9  | 091,35 |
| 12                                 | Marie-Jade Lauriault / Romain Le Gac         | Frankreich             | 152,40 | 12 | 61,48 | 11 | 090,92 |
| 13                                 | Sara Hurtado / Kirill Khaliavin              | Spanien                | 141,36 | 13 | 56,52 | 15 | 084,84 |
| 14                                 | Kavita Lorenz / Joti Polizoakis              | Deutschland            | 141,32 | 15 | 54,63 | 13 | 086,69 |
| 15                                 | Lilah Fear / Lewis Gibson                    | Vereinigtes Königreich | 136,99 | 19 | 50,75 | 14 | 086,24 |
| 16                                 | Lucie Myslivečková / Lukáš Csölley           | Slowakei               | 136,64 | 17 | 52,84 | 16 | 083,80 |
| 17                                 | Cecilia Törn / Jussiville Partanen           | Finnland               | 131,11 | 14 | 54,99 | 18 | 076,12 |
| 18                                 | Taylor Tran / Saulius Ambrulevičius          | Litauen                | 129,95 | 20 | 49,87 | 17 | 080,08 |
| 19                                 | Tina Karapetjan / Simon Proulx-Sénécal       | Armenien               | 128,05 | 16 | 53,00 | 19 | 075,05 |
| 20                                 | Viktoria Kavaliova / Yurii Bieliaiev         | Belarus                | 125,42 | 18 | 52,39 | 20 | 073,03 |
| Nicht für den Kürtanz qualifiziert |                                              |                        |        |    |       |    |        |
| 21                                 | Robynne Tweedale / Joseph Buckland           | Vereinigtes Königreich | 049,55 | 21 | 49,55 | —  | —      |
| 22                                 | Jasmine Tessari / Francesco Fioretti         | Italien                | 049,44 | 22 | 49,44 | —  | —      |
| 23                                 | Olga Jakushina / Andrey Nevskiy              | Lettland               | 049,14 | 23 | 49,14 | —  | —      |
| 24                                 | Varvara Ogloblina / Mikhail Zhirnov          | Aserbaidschan          | 048,45 | 24 | 48,45 | —  | —      |
| 25                                 | Victoria Manni / Carlo Röthlisberger         | Schweiz                | 047,19 | 25 | 47,19 | —  | —      |
| 26                                 | Nicole Kuzmichová / Alexandr Sinicyn         | Tschechien             | 047,16 | 26 | 47,16 | —  | —      |
| 27                                 | Tatiana Kozmava / Alexei Shumski             | Georgien               | 043,80 | 27 | 43,80 | —  | —      |
| 28                                 | Hanna Jakucs / Dániel Illés                  | Ungarn                 | 043,50 | 28 | 43,50 | —  | —      |
| 29                                 | Katerina Bunina / Germand Frolov             | Estland                | 039,47 | 29 | 39,47 | —  | —      |
| 30                                 | Adel Tankova / Ronald Zilberberg             | Israel                 | 038,49 | 30 | 38,49 | —  | —      |